# Billy Carlile
Billy Carlile (...) è un ex giocatore di football americano statunitense che ha giocato come defensive back.